# Per Albin Hansson
Per Albin Hansson, född 28 oktober 1885 i Fosie församling i Kulladal (sedermera en del av Malmö), död 6 oktober 1946 i Stockholm, var en svensk politiker (socialdemokrat) och nykterhetsivrare. Han var riksdagsledamot (andra kammaren) 1918–1946, statsråd 1920, 1921–1923 och 1924–1926, partiledare för Socialdemokraterna 1925–1946 samt statsminister 1932–1936 och 1936–1946.

## Biografi

### Ungdom och politisk karriär
Per Albin Hansson föddes i Kulladal som son till muraren Carl Hansson och pigan Kjersti Persdotter. Två små rum och ett litet köksutrymme var hela bostaden. Hyran var fem kronor i månaden. Födelsehemmet är idag (2025) museum och numera heter gatan som går förbi huset, söderut från varuhuset Mobilia i Malmö, just Per Albin Hanssons väg. Per Albin hade tre bröder, den äldsta Johan Hansson, Sigfrid Hansson som var ett år äldre och den yngre Nils Edvin Hansson. Han började i Stattenaskolan och var en duktig elev. Efter genomgången fyraårig folkskola arbetade han från tolvårsåldern som springpojke, och senare som bodbiträde i Kooperativa föreningen Pan.
I hemmet kallades han för Per, men då han skulle konfirmeras i Sankt Pauli kyrka i Malmö, visade det sig att ytterligare en konfirmand hette Per Hansson. Stadskomminister Olsson ville kunna skilja på de båda gossarna och frågade om någon av dem hade ytterligare något namn. – Jag är döpt till Per Albin, sade Per Albin Hansson. Då kallas du för Per Albin, svarade prästen. Dubbelnamnet fördes därefter vidare av kamraterna i skolan och umgänget.

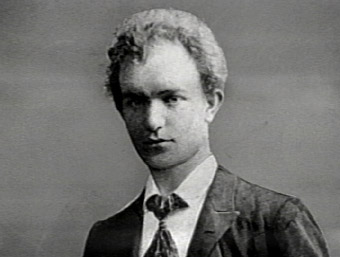
Per Albin Hansson i sin ungdom.

Hansson blev medlem i nykterhetsorden Verdandi omkring 1901. Även om han var aktiv i föreningen bara en kort period, var han fortfarande nykterist då han tio år senare i strid med Hjalmar Branting röstade för att krav på totalt alkoholförbud skulle skrivas in i partiprogrammet. 1902 gled han över i Socialistiska Ungdomsförbundet i Malmö, och våren 1903 gick han över till det nystartade Socialdemokratiska Ungdomsförbundet. År 1904 blev Hansson expeditör på Arbetet. 1905 blev han ungdomsförbundets förste funktionär och redaktör för tidningen Fram med säte i Malmö. Han var alltså 20 år gammal när han fick sin första anställning i "rörelsen", i vars tjänst han sedan skulle förbli livet ut. Parallellt med anställningen var han ledamot av ungdomsförbundets centralstyrelse 1903–12 och dess ordförande 1908–1909. Per Albin Hansson förlorade den nästkommande förbundskongress mot Zeth Höglund, som blev förbundets nya ordförande. Hansson blev därefter anställd i partiets tidning Social-Demokraten i Stockholm 1910. Trots förlusten satt han inte bara kvar i partistyrelsen, som han kom in i 1908 såsom ordförande för ungdomsförbundet, utan blev också 1911 ledamot i partiets verkställande utskott. Har var dessutom chefredaktör för Social-Demokraten 1917–1923.
Hansson medverkade till att tvinga den mer revolutionärt lagda partivänstern, med Zeth Höglund i spetsen, att år 1917 lämna socialdemokratin. 1917 höll Per Albin Hansson ett tal om vikten av att genomföra en rösträttsreform inför en stor skara åhörare i Stockholm. Läget var kritiskt och Sverige var nära inbördeskrig då den sittande regeringen inte ville gå med på kraven på allmän och lika rösträtt [källa behövs]. Högerledaren Lindman svarade "Att få rösträtt är icke någon rätt för vare sig den ene eller den andre. Det enda avgörande därvidlag är statsnyttan".
I andrakammarvalet 1917 blev den nu 32-årige Hansson riksdagsman, och socialdemokraterna trädde för första gången in i en ministär, vilken leddes av liberalen Nils Edén. Detta hindrade inte Per Albin från att fortsätta kritisera regeringen för att inte vara tillräckligt radikal. Bland annat krävde han att republik skulle införas som statsskick. Socialdemokraterna ville få igenom reformer om 8 timmars arbetsdag och tryggare arbetsförhållanden. Detta kunde inte Edén gå med på och regeringskrisen var ett faktum. Det var till stor del Per Albin Hanssons handlingar som låg bakom regeringskrisen, då han vägrade förhandla trots att Hjalmar Branting ville det.
Till högerns och Gustaf V:s förfäran, utsågs Per Albin Hansson, som under 1910-talet profilerat sig som antimilitarist, 1920 till försvarsminister i Hjalmar Brantings första regering, den första helt socialdemokratiska regeringen. Därmed lämnade han sitt uppdrag som redaktör på tidningen Social-Demokraten. Under Brantings tre ministärer mellan 1920 och 1926 genomförde han också nedrustning i syfte att frigöra statliga resurser för sociala reformer. Under 1920-talet var Per Albin Hansson även inblandad i ett misshandelsmål. Vid Brantings död 1925 var den självklare efterträdaren Fredrik Thorsson svårt sjuk, och Hansson blev av partistyrelsen utsedd till dess ordförande. Hanssons ställning var dock omstridd, och Rickard Sandler utsågs till statsminister. Först 1927 blev Hansson vald till riksdagsgruppens ordförande och den 8 juni 1928 valdes han på partikongressen till partiets ordförande.

### Partiledare och statsminister

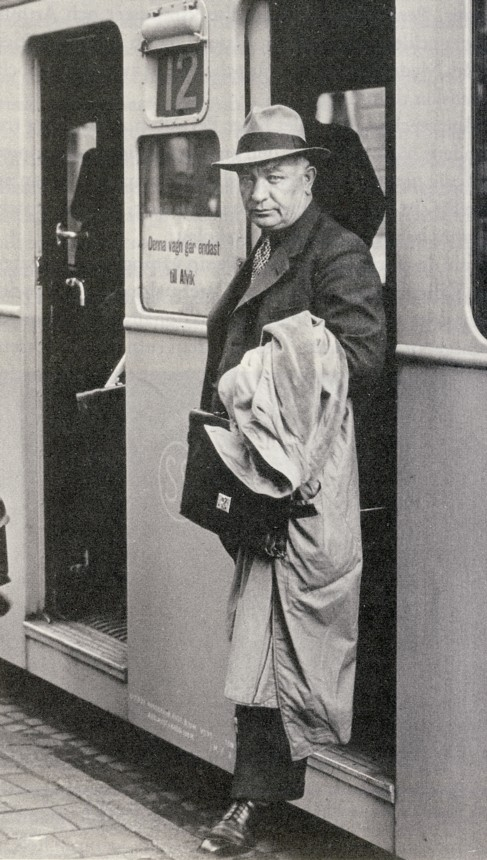
Statsministern stiger av 12:ans spårvagn i Alvik, västra Stockholm.

När socialdemokraterna väl vunnit den långa segdragna striden om allmän rösträtt, gick luften en smula ur partiet, och 1928 blev Hanssons första val som partiledare en stor förlust. Partiets program, som 1920 reviderats i mer marxistisk riktning, lockade inte väljarna. Med begreppet "folkhemmet" ökade Per Albins stöd hos väljarna. Efter valet 1932 fick han i uppdrag att bilda en rent socialdemokratisk regering utan egen majoritet. Därmed inleddes socialdemokratins långa regeringsinnehav, som varade i 44 år med ett kort avbrott sommaren 1936.
Genom en krisuppgörelse, i dagligt tal kallad "kohandeln", med Bondeförbundet 1933 då han accepterade en korporativ jordbrukspolitik med tullskydd för jordbruksprodukter, fick han ett starkare parlamentariskt underlag. Hansson valde dock att på försommaren 1936, tre månader före valet, formellt gå i opposition på grund av att riksdagens borgerliga majoritet krävt en för stor militär upprustning.
Hanssons statsmannakonst ställdes på allvarliga prov under andra världskriget, vars utbrott ledde till borgfred i svensk politik. Efter krigets utbrott, och i skuggan av Sovjetunionens anfall på Finland, bildade Hansson i december 1939 en samlingsregering med representanter även för Högern, Bondeförbundet och Folkpartiet. Politiken inriktade sig på att förhindra att Sverige förvandlades till krigsskådeplats. Under kriget framstod Hansson som en samlande gestalt för Sverige. I valet 1940 fick Socialdemokraterna det extremt höga valresultatet 53,8 procent av rösterna till andra kammaren, vilket är det högsta någonsin. Som jämförelse har Socialdemokraterna efter det endast en gång fått över 50 procent, vid Tage Erlanders sista val år 1968.
Hansson upplöste samlingsregeringen efter andra världskrigets slut i Europa 1945 och ersatte den med en rent socialdemokratisk.
Socialdemokraternas valresultat till andra kammaren under Per Albin Hansson:
|  | - 1928: 37,0% - 1932: 41,1% - 1936: 45,9% - 1940: 53,8% - 1944: 46,6% |

### Död
Lördagen den 5 oktober 1946 besökte fyra företrädare för den norska socialdemokratiska regeringen, med statsminister Einar Gerhardsen i spetsen, sina svenska kolleger i Stockholm. Överläggningarna, som främst handlade om återuppbyggnaden av Norge efter kriget, avbröts klockan 18:00 då de svenska regeringsmedlemmarna skulle åka till Drottningholms slott för en extra konselj med kung Gustav V. Efter konseljen återvände regeringsledamöterna till Stockholm för en middag på Operakällaren med de norska gästerna. Finansminister Ernst Wigforss åkte samma bil som Hansson från Drottningholm. Under den korta resan hade Hansson klagat över smärtor i vänstra armen som han knappt kunde lyfta. Trots smärtorna var Hansson på gott humör under middagen. Efter kaffet spelade Hansson bridge med sina norska gäster i ett mindre rum på Operakällaren, kallat Kajutan. Hansson lämnade Operakällaren strax efter midnatt, och sin vana trogen tog han 12:ans spårvagn för att åka hem till radhuset i Ålsten. När han hade stigit av spårvagnen på Ålstensgatans hållplats föll han till marken, drabbad av hjärtinfarkt. Han torde ha avlidit omedelbart. Vittnen till händelsen tillkallade radiopolis och ambulans, men när han anlände till S:t Görans sjukhus var han död. Hansson gravsattes den 13 oktober 1946 på Norra begravningsplatsen i Stockholm.

## Privatliv

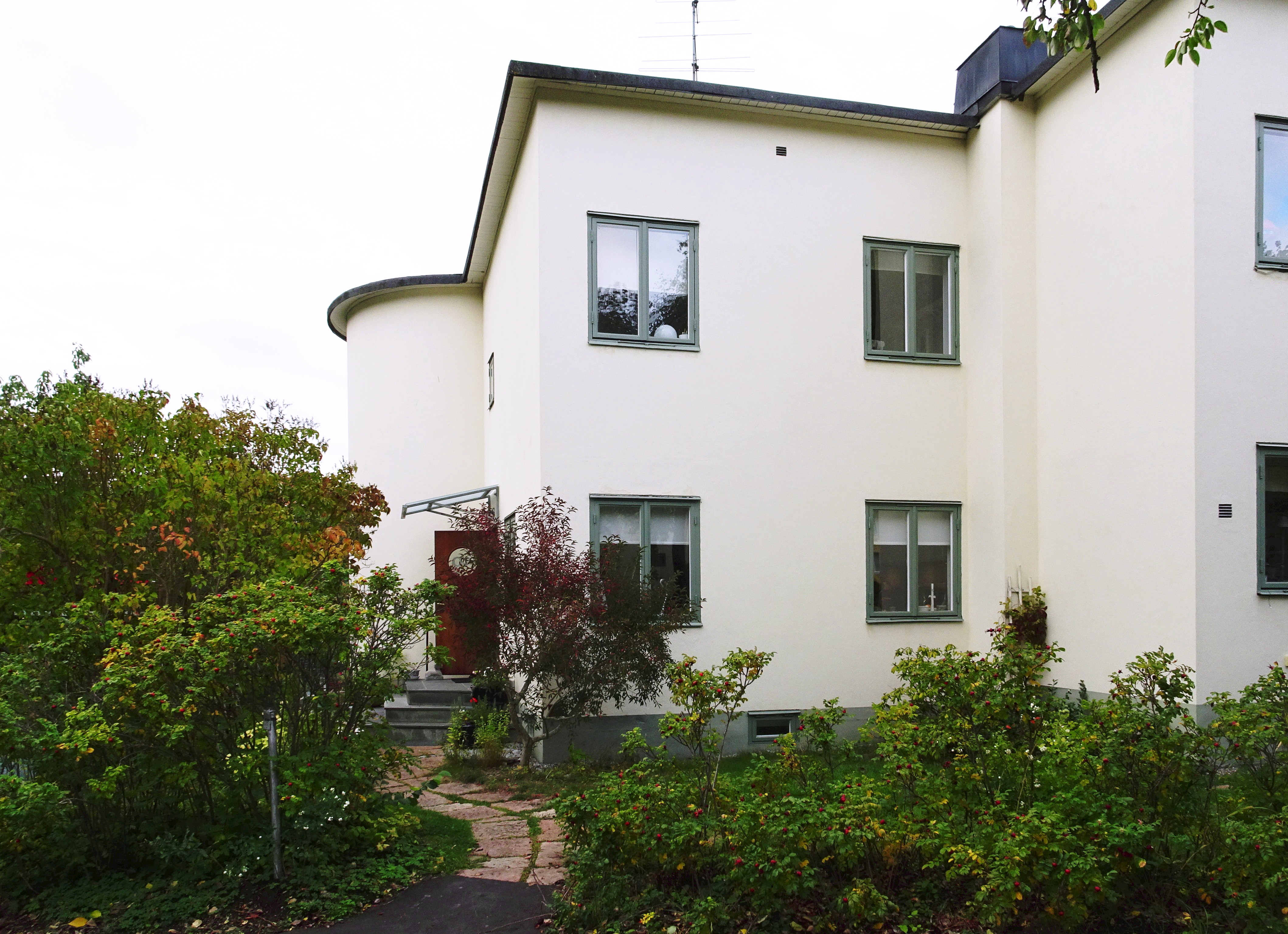
Per Albin Hanssons radhus vid Ålstensgatan 40.

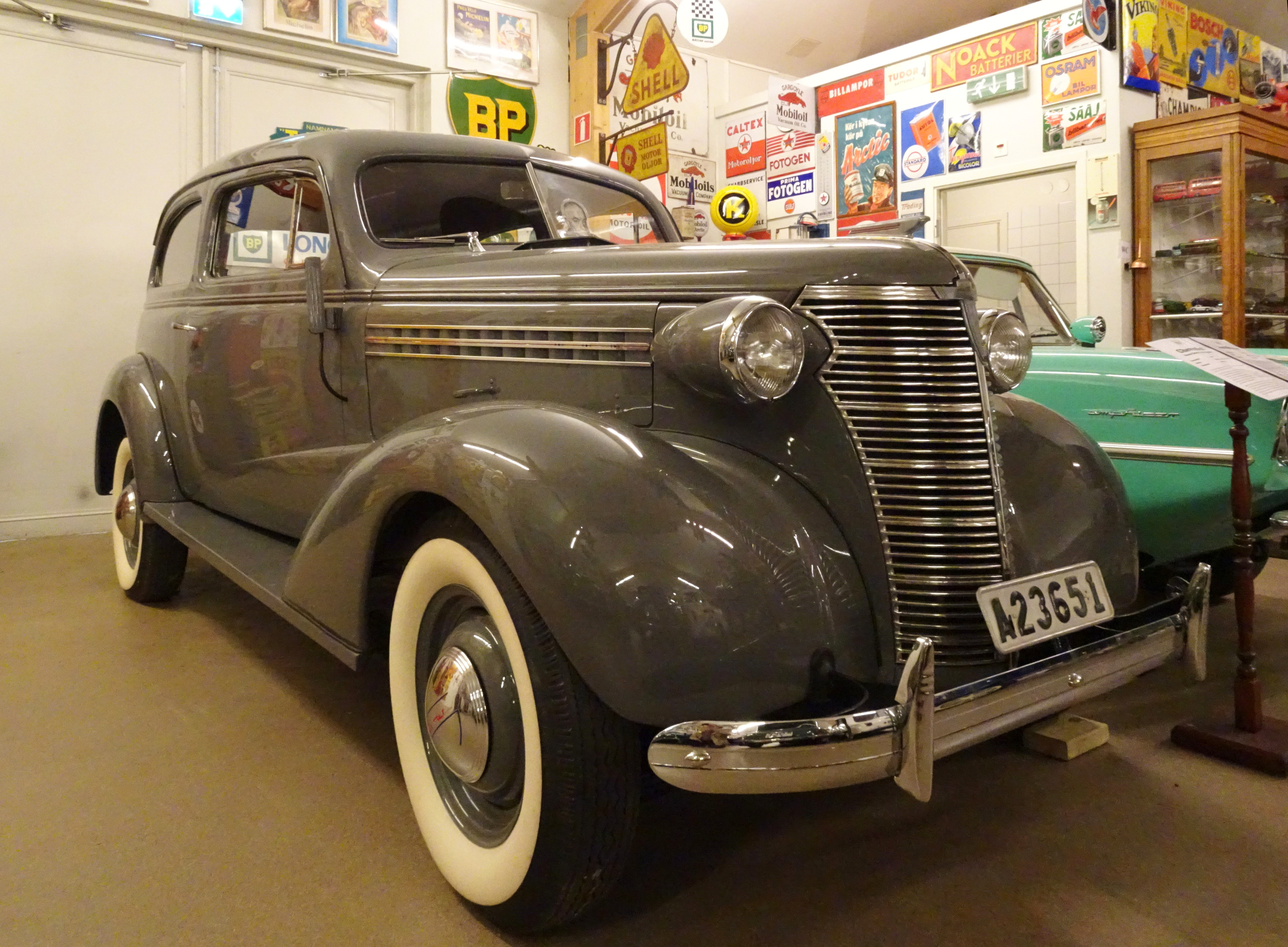
Per Albin Hanssons Chevrolet, Master Deluxe (på Sparreholms bilmuseum, 2017).

Per Albin Hansson var 1906–1918 och från 1926 sammanboende med handarbetslärarinnan Sigrid Vestdahl (1886–1973), som var mor till hans barn Anna Lisa Berkling (1908–1987) och Per Gunnar Vestdahl (1914–1924). Genom nämnda dotter är han också morfar till barnboksförfattaren Ansi Jackson.
Han var däremellan gift (borgerligt) 1918–1926 med Elisabeth Fryckberg (1889–1969; förut gift med Einar Norlén), som var mor till hans barn Elsa Brita Marcussen (1919–2006) och Karin Oscarsson (1921-2016).
Familjen Hansson var efter 1933 bosatt på Ålstensgatan 40 i Bromma, i ett av radhusen som sedermera skulle kallas Per-Albinhusen. Per Albin Hanssons val av bostad blev  till en symbol, en statsminister bodde i ett vanligt radhus, utan tjänstefolk. Hans hus var dock något större än grannarnas. Arkitekt var Paul Hedqvist och husen uppfördes av Hanssons gode vän, byggmästare Olle Engkvist. De är blåmärkta av Stadsmuseet i Stockholm vilket innebär "att bebyggelsen bedöms ha synnerligen höga kulturhistoriska värden".
Att Per Albin Hansson hade två familjer, då han skilde sig och gifte om sig, var starkt tabubelagt på den tiden. Han försörjde båda sina familjer och levde under långa tider hos bägge familjerna. Media, som kände till hans privata familjeförhållanden, skrev inte om dem, på den tiden ansågs det olämpligt att skriva om sådant.

## Eftermäle och i kulturen

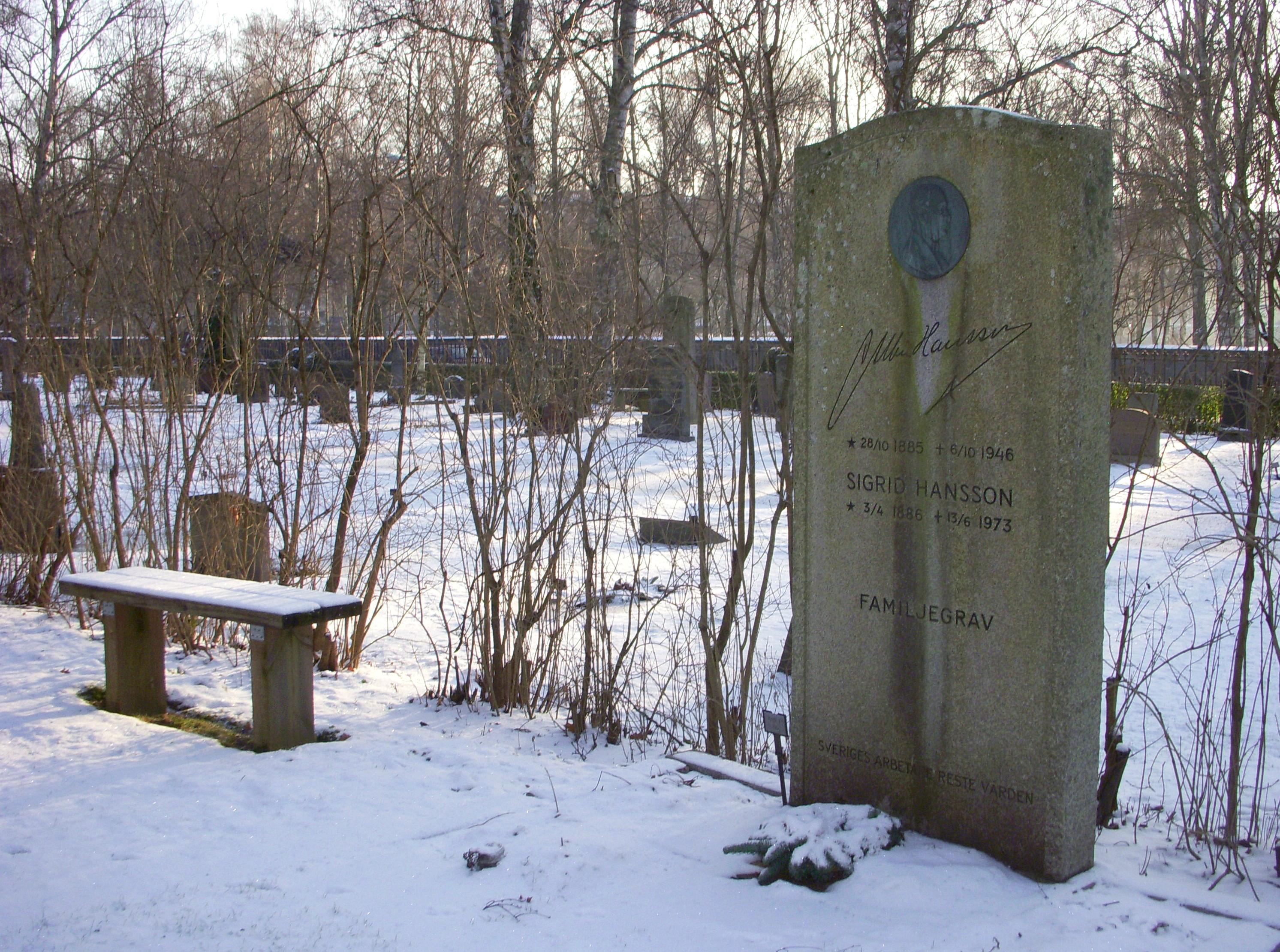
Per Albin Hanssons grav på Norra begravningsplatsen.

Under sin karriär förvandlades Per Albin Hansson från en ung rebell till landsfader. Genom idén om folkhemmet hittade han sin roll som förespråkare för klasskamp och folkhemmet. Han behöll sina enkla vanor, åkte spårvagn och uppträdde på 50-årsdagen i morgonrock. Privat umgicks han sällan med sina politiska kolleger, utan föredrog långa kvällar med kortspel och grogg (trots yngre års nykterism) under vilka politik var ett förbjudet samtalsämne.
Den folkhemstanke han planterat fick efter hans död en allt djupare förankring i de breda svenska folklagren. Den allmänna avgiftsfria mödravården infördes 1938 för att ge alla barn lika rätt till en säker och jämlik fostertid och födelse. Område efter område stakades ut med en livaktig föreställning om att varje svensk individ och familj har rätt till en bra bostad, god hälsovård, god utbildning och trygghet på ålderns höst men de borgerliga partierna var ännu motståndare till de sociala reformerna. Efter andra världskrigets slut i maj 1945 hade det svenska samhället som helhet förskonats från den stora förstörelse kriget orsakat i resten av världen. Detta gjorde också att han kunde förverkliga folkhemmet.

### Födelsehem och gatunamn
Per Albin Hanssons födelsehem, en länga från 1800-talet med trädgård i den tidigare byn Kulladal i nuvarande södra Malmö, rustades upp 1988 och hyser idag[när?] ett mindre hemmuseum med familjehemmets inventarier samt en samlingslokal för olika former av sammankomster. Utanför bostaden står en byst av Hansson. Den tidigare landsvägen som passerar förbi huset är numera[när?] benämnd Per Albin Hanssons väg. Tillika är i anslutning till denna i södra Kulladal Sigfridsgatan respektive Nils Edvinsgatan namngivna efter hans bröder.
Även i stadsdelen Ålsten i Bromma är en väg uppkallad efter honom, "Per Albins väg".
Det finns även en gata i i Wien upkallad efter statsministern, Per-Albin-Hansson-Straße.

### I populärkultur och idrottsliv
I TV-filmen Fyra dagar som skakade Sverige (1988) gestaltas han av skådespelaren Ernst-Hugo Järegård. I Jan Troells Dom över död man (2012) spelas han av Kenneth Milldoff.
I TV-serien En kunglig affär från 2021, som dramatiserar Haijbyaffären, spelas Hansson av Gustav Levin.
Hansson var hedersledamot i AIK från 1941 fram till sin död 1946.